# Trichomonas intestinalis
Il Pentatrichomonas hominis, Trichomonas intestinalis o Trichomonas hominis è una specie di protozoi appartenente alla classe dei flagellati, conosciuta come parassita umano all'origine dell'omonima malattia della tricomoniasi intestinale, una Infiammazione intestinale.